# Герман Греф
Герман Оскарович Греф (на руски: Герман Оскарович Греф; на немски: Hermann Gräf; р. 8 февруари 1964 г., с. Панфилово, Казахска ССР) е политик от Русия.
Юрист по образование, завършва Омския държавен университет през 1990 г.
Министър на икономическото развитие и търговията на Русия от 18 май 2000 до 24 септември 2007 г. Настоящ президент и председател на Управителния съвет на Спестовната банка на Русия, Москва.